# Тарасівка (Борисовський район)
Тарасівка (біл. вёска Тарасаўка) — село в складі Борисовського району Мінської області, Білорусь. Село підпорядковане Неманицькій сільській раді, розташоване в північно-східній частині області.